# Evan Mawdsley
Evan Mawdsley (* 11. Juni 1945) ist ein US-amerikanischer Historiker und Professor an der Universität von Glasgow. Er lebt in Glasgow.